# Тиха бухта (регіональний ландшафтний парк)
Регіональний ландшафтний парк «Тиха бухта» (крим. Tınç körfez landşaft-raatlıq parkı) — регіональний ландшафтний парк, розташований на Південнім березі Криму у Феодосійському районі (селище Коктебель). Площа — 1 508,7 га. У 2014 році окупаційна російська адміністрація передала Мис Айя і «Тиху Бухту» Мінприроді Росії як природні території під особливою охороною.

## Історія
Регіональний ландшафтний парк був створений Постановою Верховної Ради Автономної Республіки Крим від 19.12.2007 № 708-5/07 «Про розширення та впорядкування мережі територій та об'єктів природно-заповідного фонду в Автономній Республіці Крим».
Після окупації Криму Росією окупаційною адміністрацією прийнято нові розпорядження щодо природно-заповідного фонду. Об'єкт був названий ландшафтно-рекреаційним парком регіонального значення, згідно з Розпорядженням окупаційної «Ради міністрів Республіки Крим» від 5 лютого 2015 року № 69-р «Про затвердження Переліку особливо охоронних природних територій регіонального значення Республіки Крим».
Наказом окупаційного «міністерства екології та природних ресурсів Республіки Крим» від 25.04.2016 № 718 «Про затвердження Положень про ландшафтно-рекреаційні парки регіонального значення Республіки Крим», було визначене зонування парку.

## Опис
Парк створений з метою збереження в природному стані типових та унікальних природних та історико-культурних комплексів і об'єктів, а також забезпечення умов для ефективного розвитку туризму, організованого відпочинку та рекреаційної інфраструктури в природних умовах з додержанням режиму охорони заповідних природних комплексів та об'єктів, сприяння екологічній освіті та вихованню населення.
Розташований на Південному березі Криму на території Орджонікідзевської та Коктебельської селищних рад, Насипнівської сільської ради міської ради Феодосія, за межами населених пунктів, між селищами Коктебель і Кайгадор, селом Южне.
Парк включає бухти Тиха (зі скелястими острівцями Таш-Баші і Таш-Тепе) і Провато (західна частина); прибережна гірська ділянка суходолу (з хребтом і горою Кучук-Янишар (191,9 м), хребтом Біюк-Янишар з горами Іва, Безіменна і Джан-Хуторан (238,2 м), південними відрогами хребта Тепе-Оба); мис Топрак-Кая. Течуть численні пересихаючі струмки. Суходіл парку становить 1 290,7 га (Орджонікідзевська селищна рада — 125, Насипнівська сільська рада — 621, Коктебельська селищна рада — 544), акваторія — 218 га.
У парку знаходиться могила російського поета і художника українського походження М. Волошина, місце виходу вулканітів, є кілька видових майданчиків та екологічних стежок. На північний схід від мису Табірний розташоване місце для кемпінгу. Біля в'їзду до парку розташовані аншлаги.
На заході до парку долучається селище Коктебель (у тому числі завод марочних вин Коктебель), землі с/г призначення (виноградники), автошлях Р29 Дачне — Насипне. На півночі кордоном слугує село Южне, що примикає, та південні відроги хребта Тепе-Оба з Безіменною горою (105,6 м); далі кордон проходить середньою частиною Двоякірної долини та північним схилом гори Джан-Хуторан. На сході межа парку доходить до селища Кайгадор. Південна межа зі сходу на захід: акваторія бухт Провато (західна частина) та Тиха від Кайгадору до мису Топрак-Кая, далі проходить береговою лінією бухти Коктебель.
Парк має функціональне зонування: заповідна (603 га — 594 га суша і 9 га акваторія), регульованої рекреації (873,5 га — 664,5 га суша і 209 га акваторія), стаціонарної рекреації (3,5 га), господарська (28 га) зони. Заповідна зони включає хребти Кучук-Янишар, Біюк-Янишар і Тепе-Оба, мис Топрак-Кая (П'ятий) з прилеглою акваторією.
Найближчий населений пункт — селища Коктебель і Кайгадор, місто — Феодосія.

## Природа
Територія парку характеризується багатим біологічним і ландшафтним різноманіттям. Безконтрольний випас худоби та інтенсивне рекреаційне використання території призводять до значних негативних наслідків, що вимагає спеціального зонування.
На території парку зареєстровано 15 видів тварин, 25 видів птахів, 27 видів рослин, занесених до Червоної книги. Зустрічається 64 рідкісних види рослин.

## Галерея

Панорамний вигляд
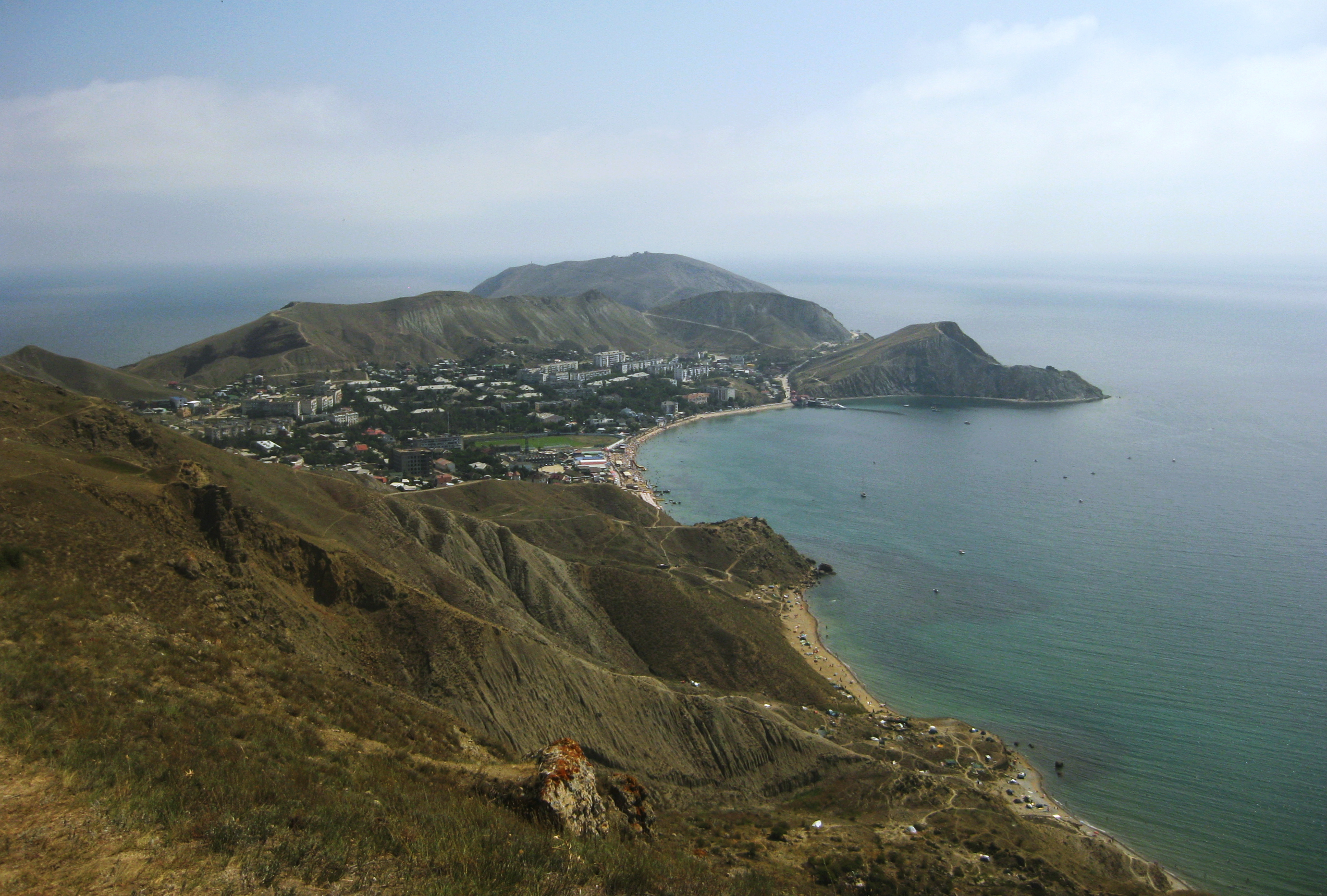
Вид на бухту з хребта Біюк-Єнишар
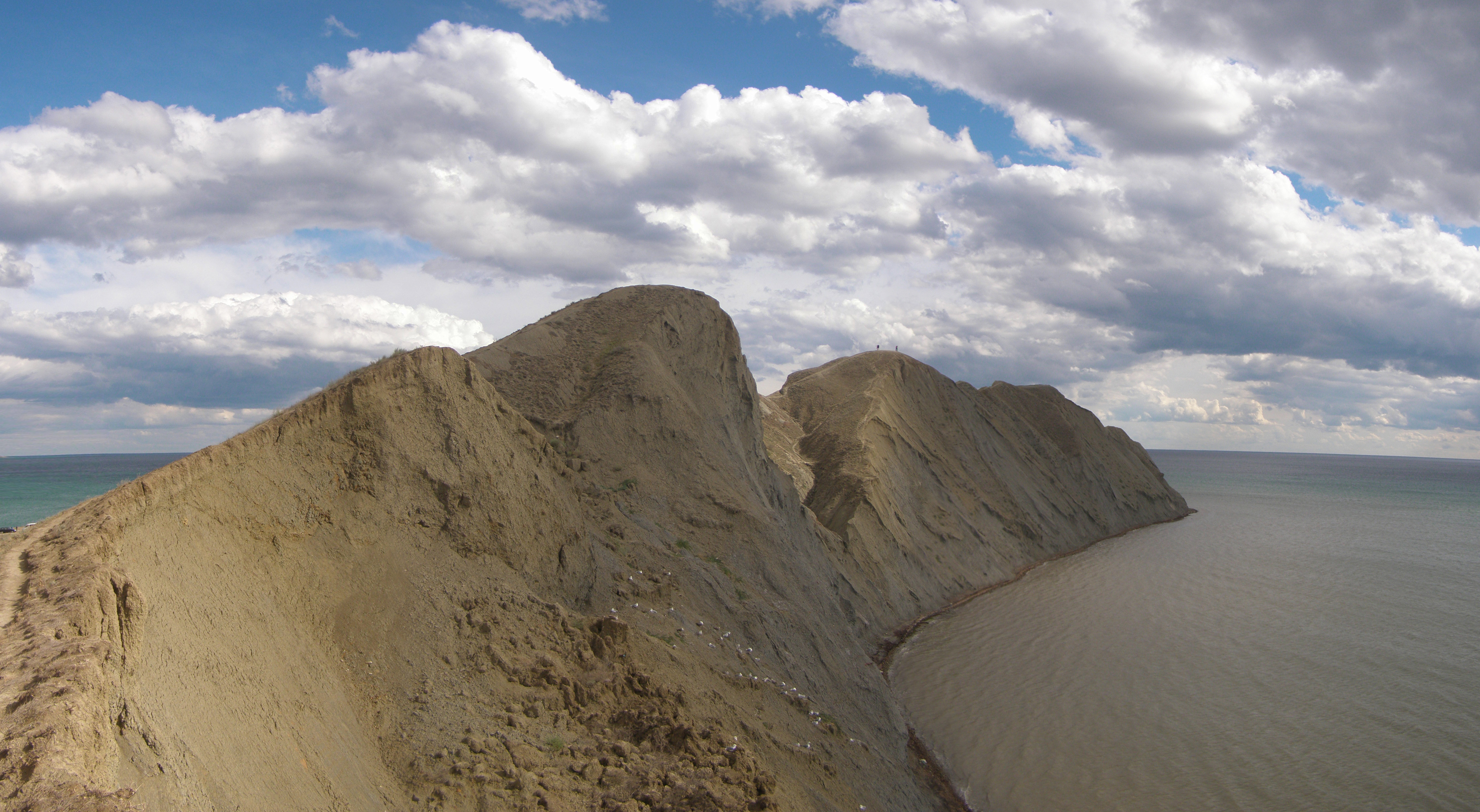
Мис Хамелеон
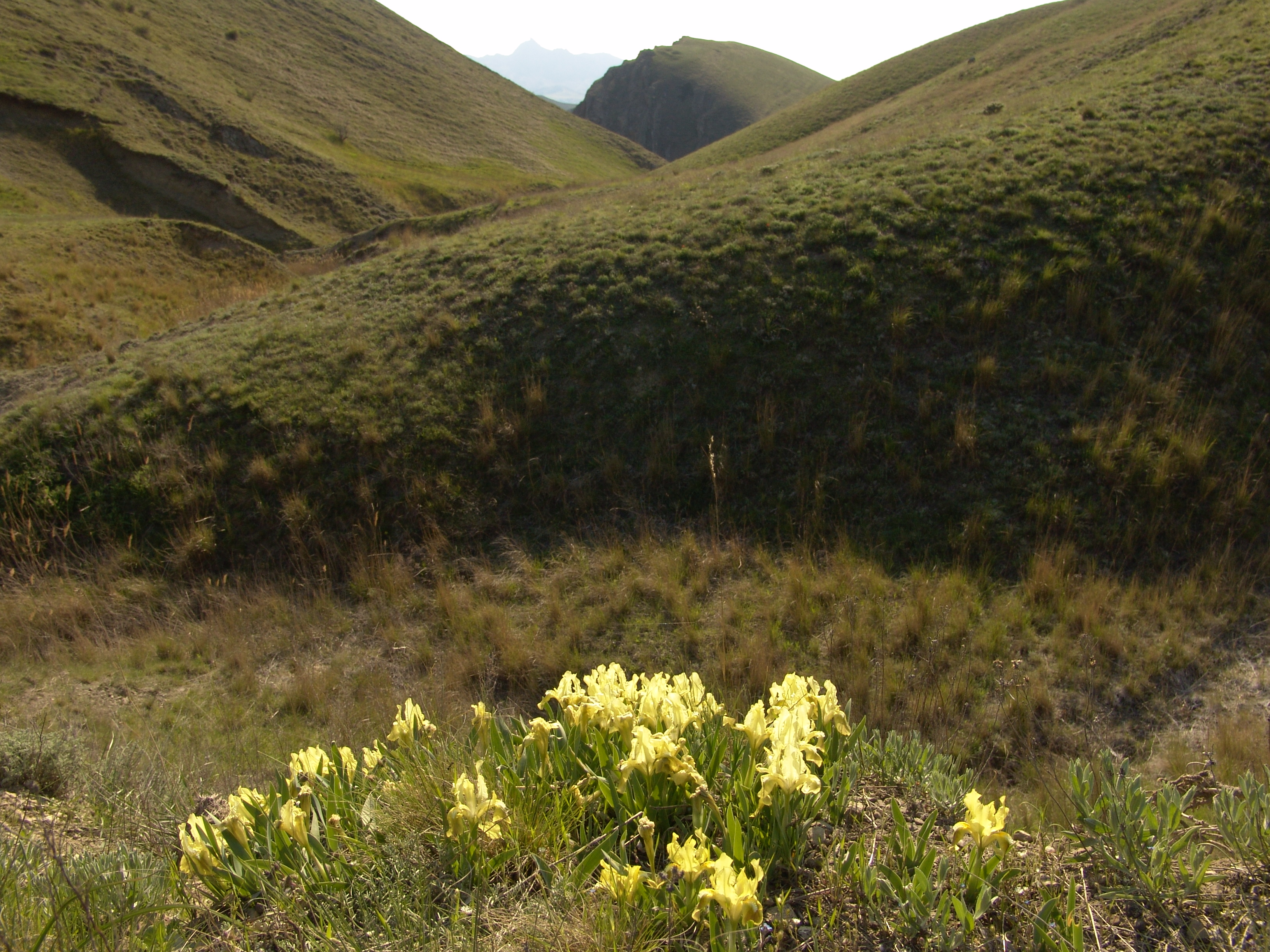
Цвітіння ірисів
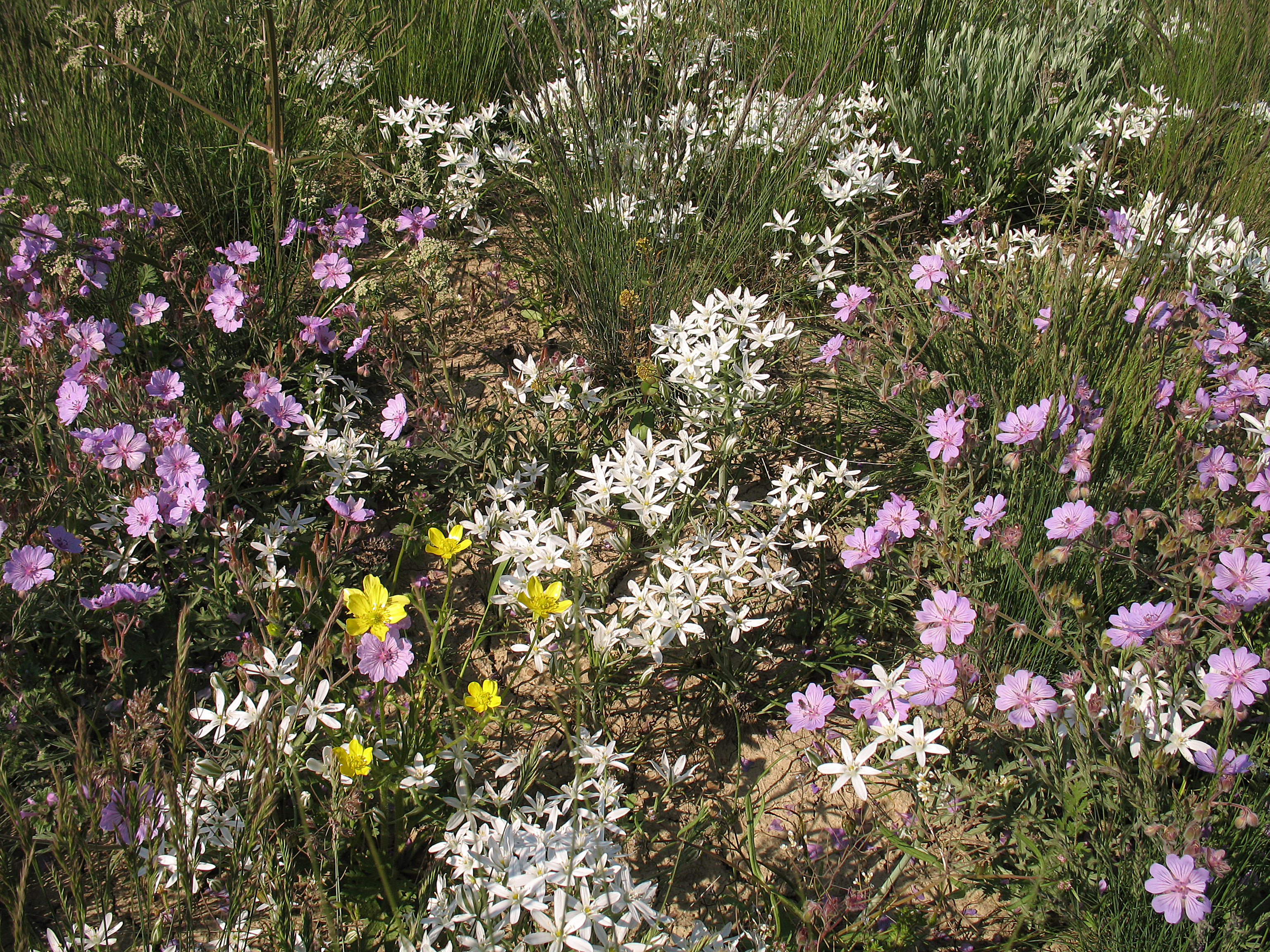
Цвітіння